# Kuurne-Bruxelles-Kuurne 1962
La Kuurne-Bruxelles-Kuurne 1962, diciottesima edizione della corsa, si svolse l'11 marzo su un percorso di 192 km, con partenza e arrivo a Kuurne. Fu vinta dall'olandese Piet Rentmeester della squadra Gitane-Leroux-Dunlop-R. Geminiani davanti ai belgi Robert De Middeleir e Romain Van Wynsberghe.

## Ordine d'arrivo (Top 10)
| Pos. | Corridore             | Squadra                           | Tempo    |
| ---- | --------------------- | --------------------------------- | -------- |
| 1    | Piet Rentmeester      | Gitane-Leroux-Dunlop-R. Geminiani | 5h14'00" |
| 2    | Robert De Middeleir   | Wiel's-Groene Leeuw               | a 25"    |
| 3    | Romain Van Wynsberghe | Bertin-Porter 39-Milremo          | a 1'10"  |
| 4    | Maurice Meuleman      | Dr. Mann-Labo                     | s.t.     |
| 5    | Norbert Kerckhove     | Dr. Mann-Labo                     | s.t.     |
| 6    | Marcel Seynaeve       | Wiel's-Groene Leeuw               | s.t.     |
| 7    | André Noyelle         | Bertin-Porter 39-Milremo          | s.t.     |
| 8    | André Messelis        | Wiel's-Groene Leeuw               | s.t.     |
| 9    | Frans De Mulder       | Wiel's-Groene Leeuw               | s.t.     |
| 10   | Piet Van Hees         |                                   | a 1'30"  |